# نمایشگاه بین‌المللی تبریز

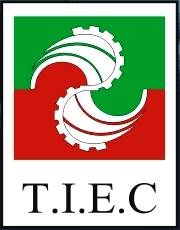
آرم رسمی نمایشگاه تبریز

نمایشگاه بین‌المللی تبریز یک مرکز نمایشگاهی در شرق تبریز است که همه ساله محل برگزاری نمایشگاه‌های داخلی و بین‌المللی در زمینه‌های مختلف صنعت و تجارت می‌باشد. هدف از این نمایشگاه ایجاد ارتباط بین صنعت‌گران، تجار و مصرف کنندگان و تسهیل تجارت می‌باشد. همچنین این نمایشگاه هدف توسعه صادرات کشور ایران را دارد.
- پرونده:Expo_site.jpg

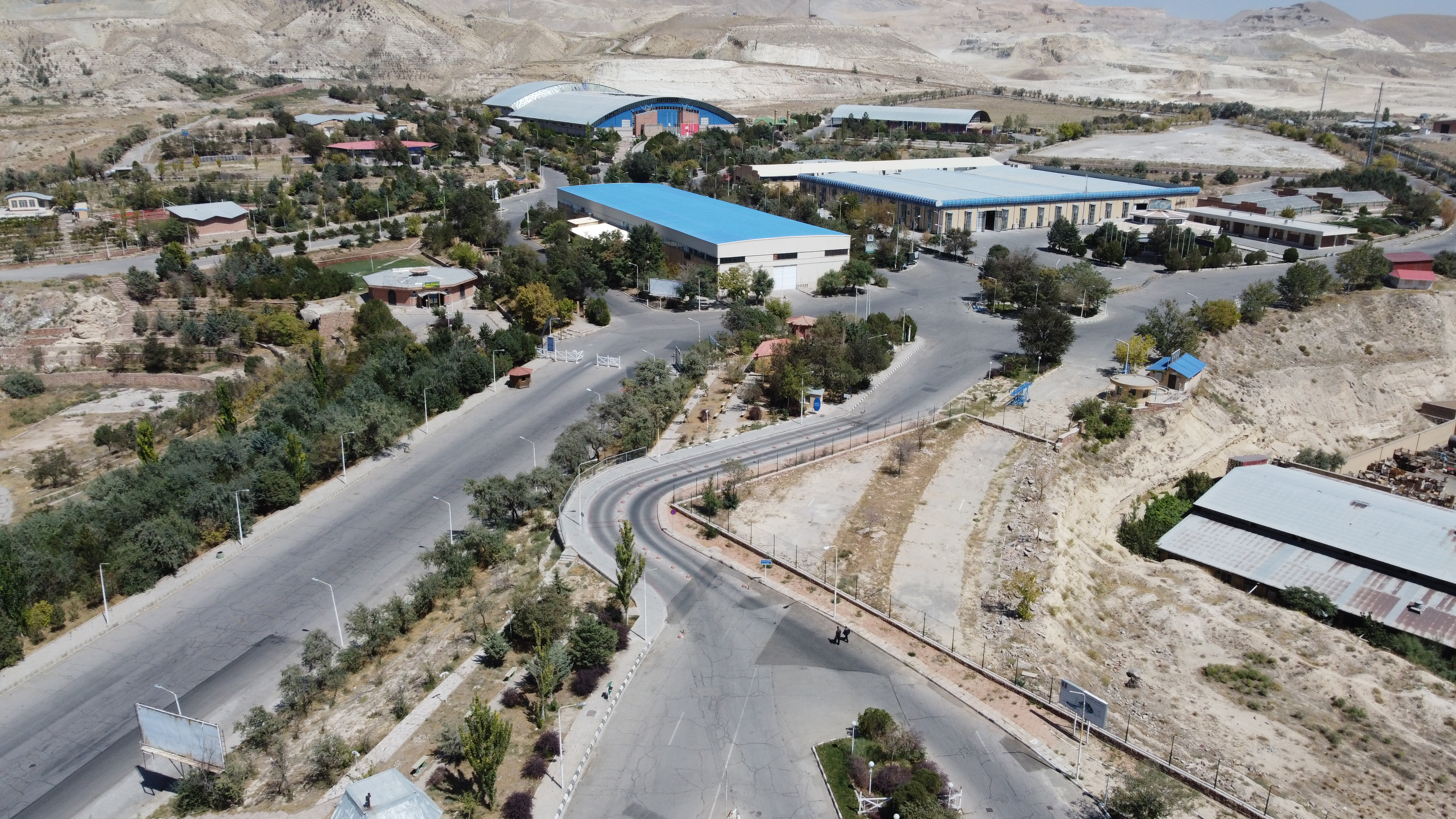
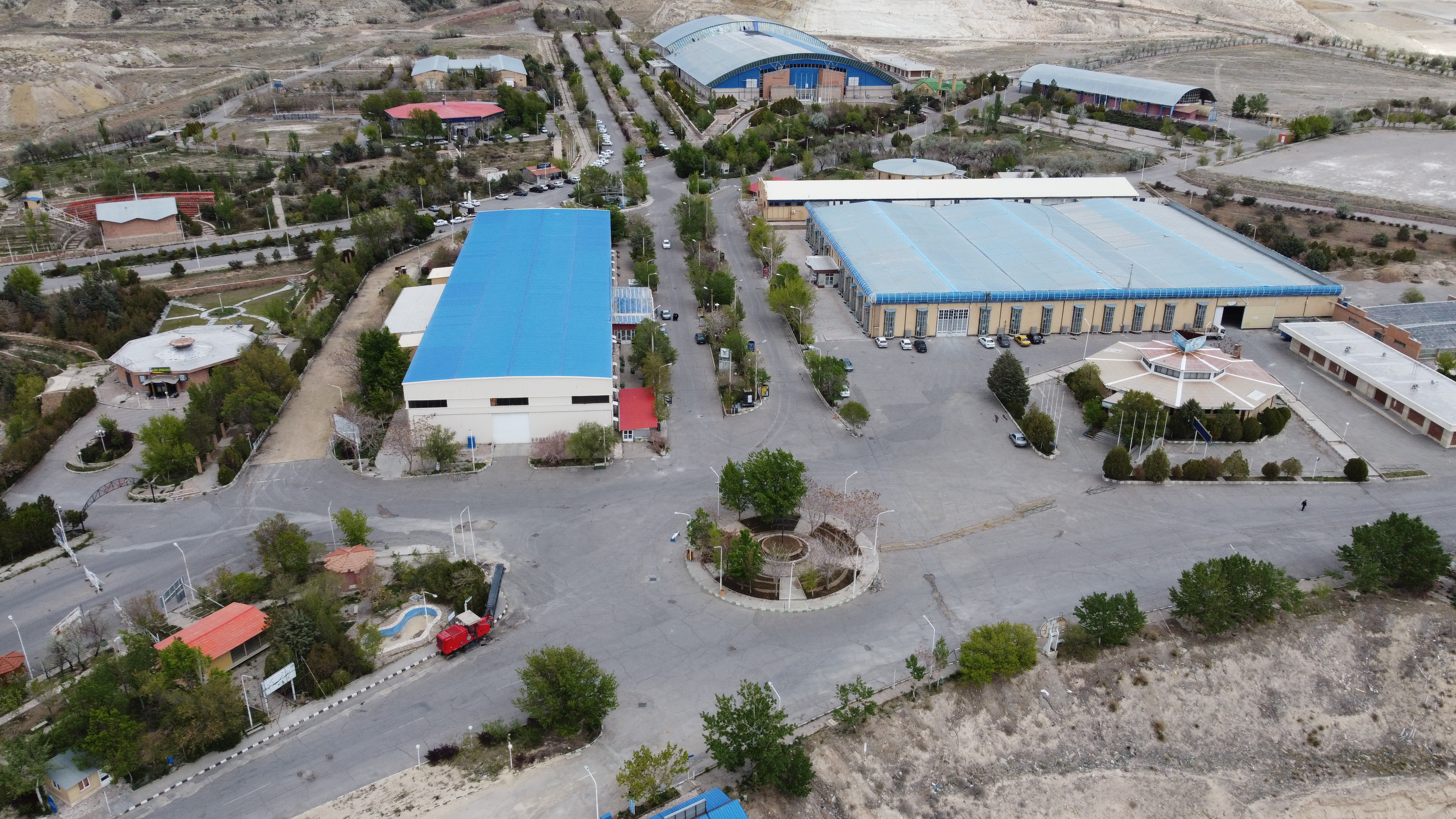
پرونده:Parvin_saloon.jpgسایت نمایشگاه تبریز در یک قاب
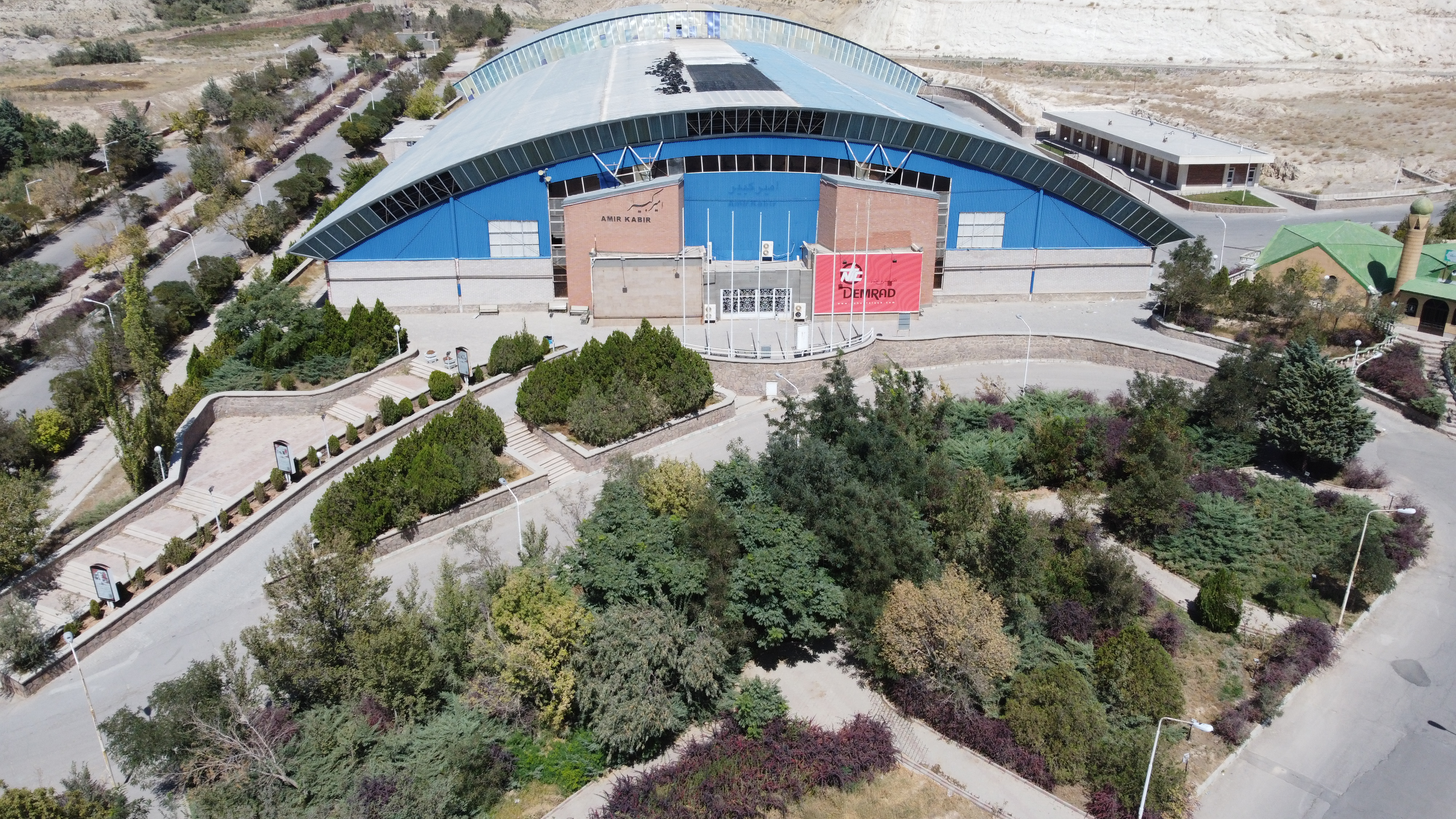
پرونده:Amir_kabir_saloon.jpgسالن امیر کبیر
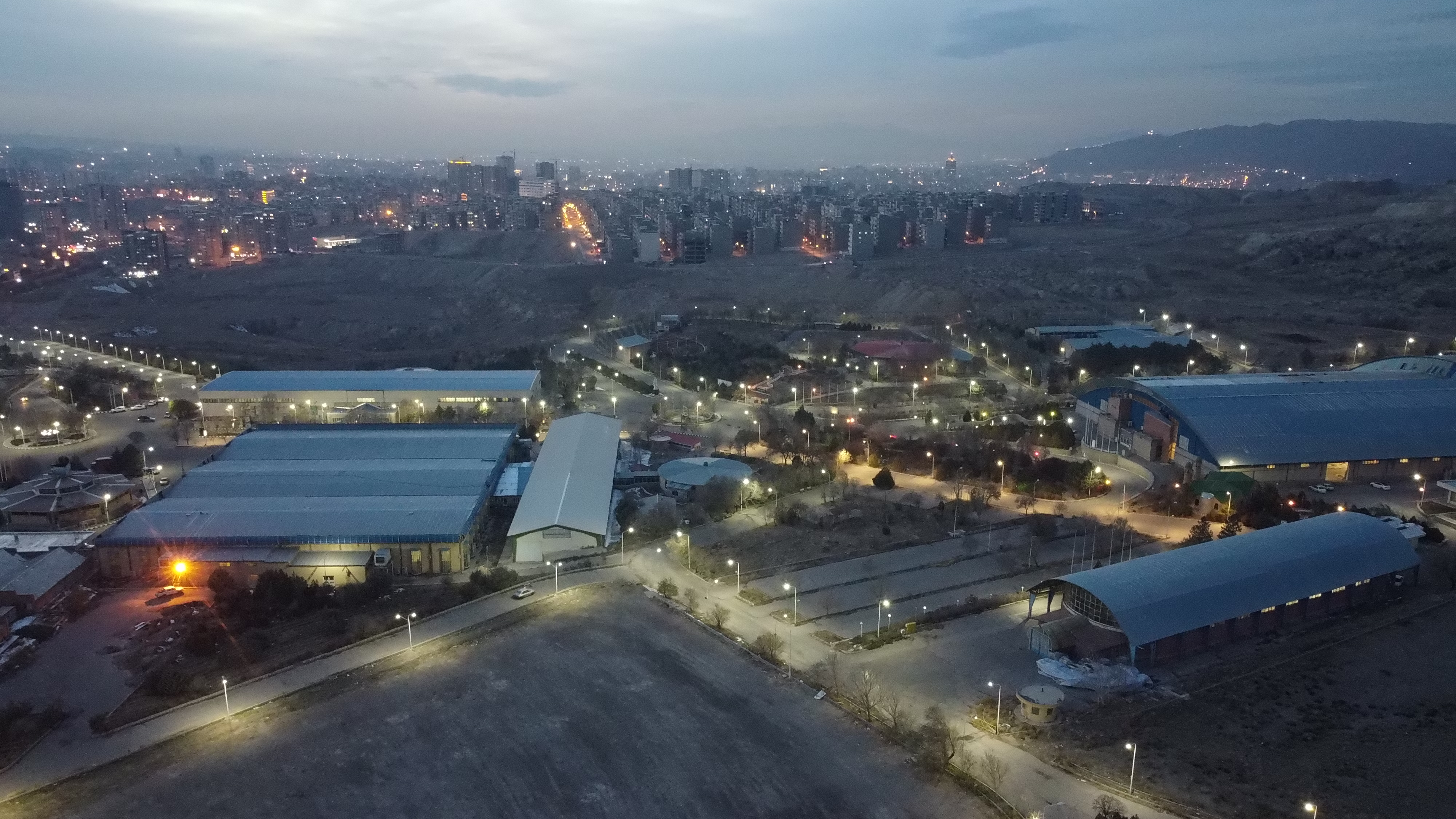
پرونده:عکس_هوایی_نمایشگاه_تبریز.jpgنمایشگاه در شب
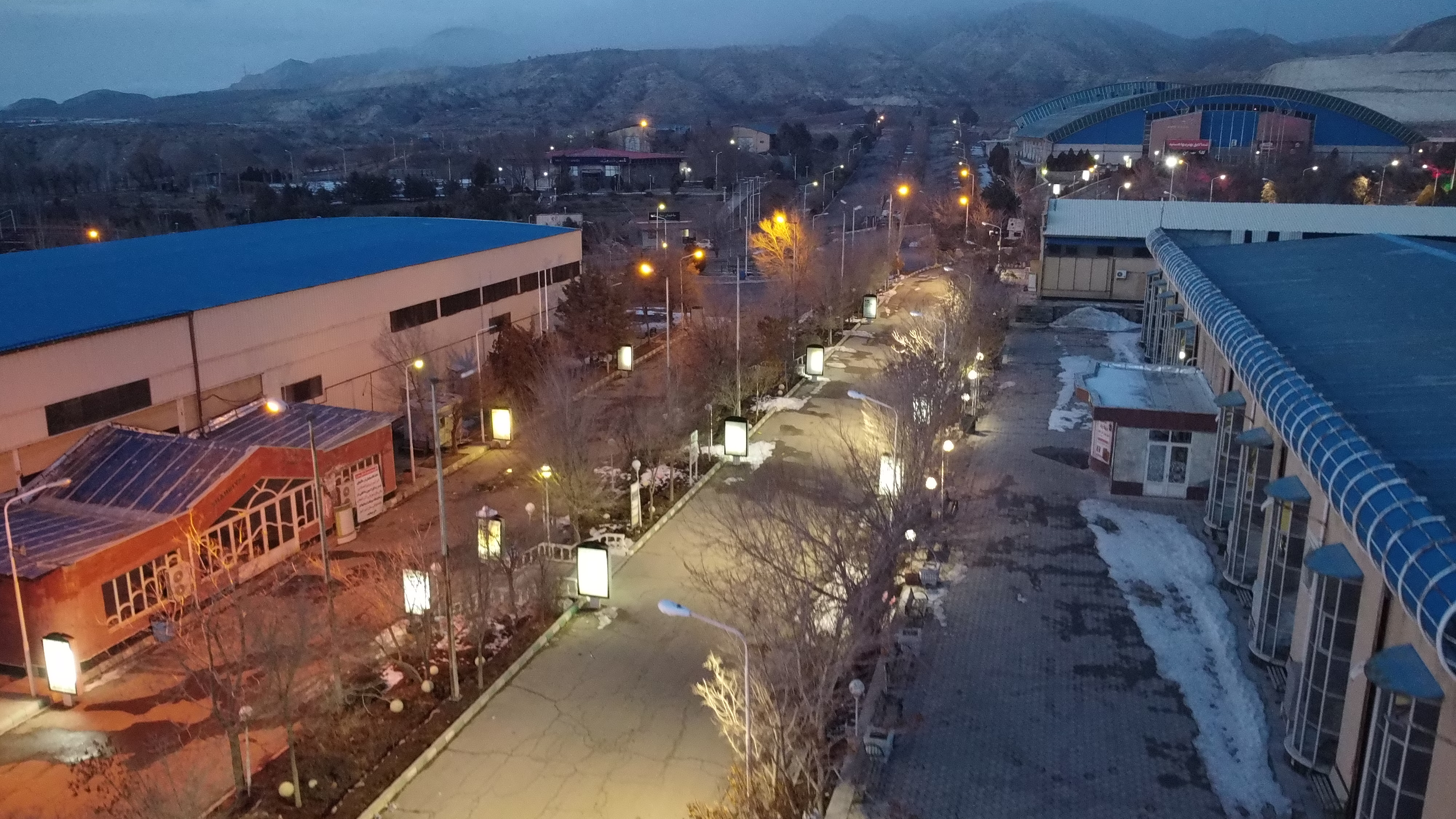
پرونده:سالن_شهریار.jpgنمایشگاه در شب
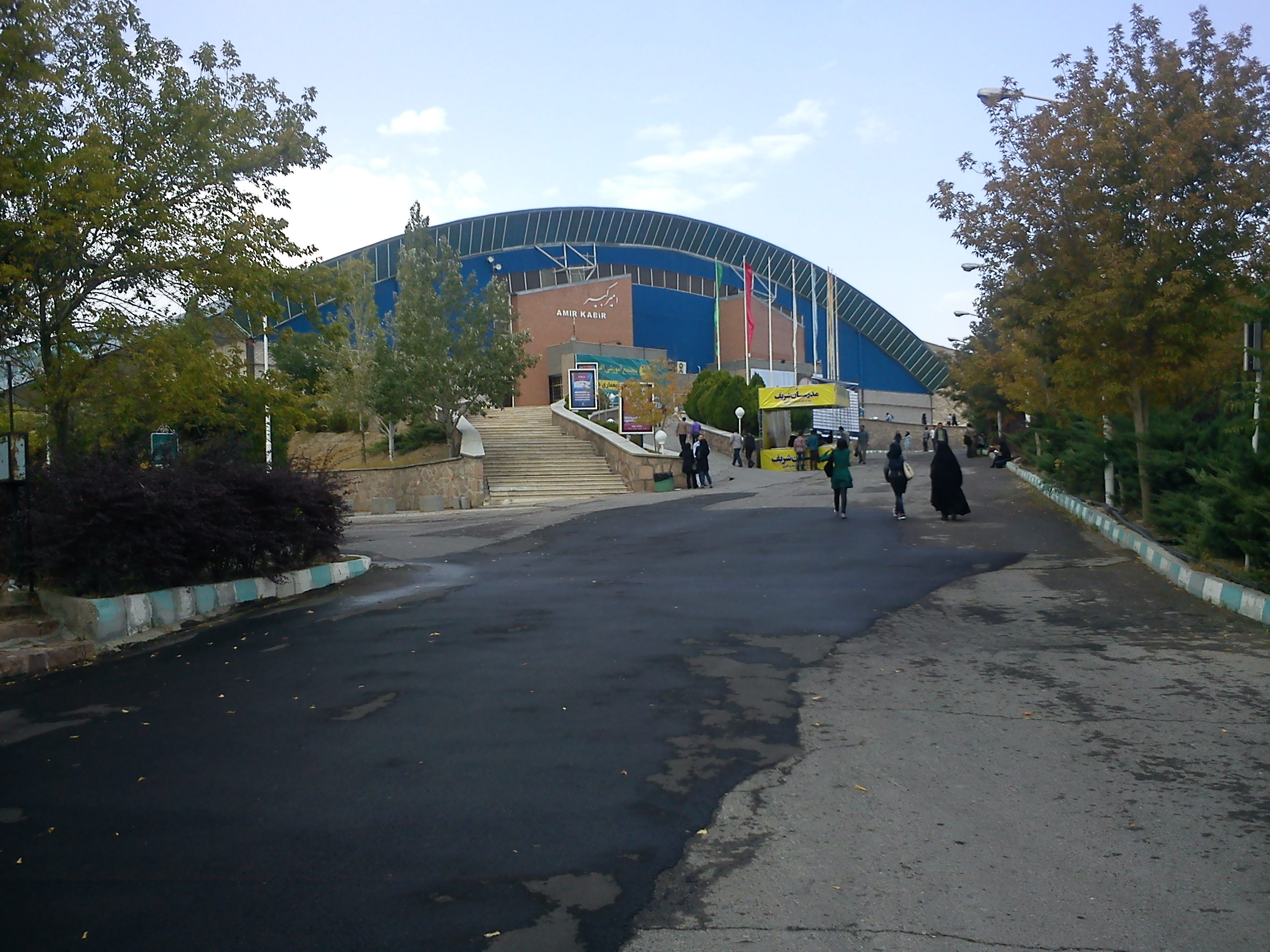
پرونده:AMIR_KABIR_-_panoramio.jpgنمایی از سالن بزرگ امیر کبیر
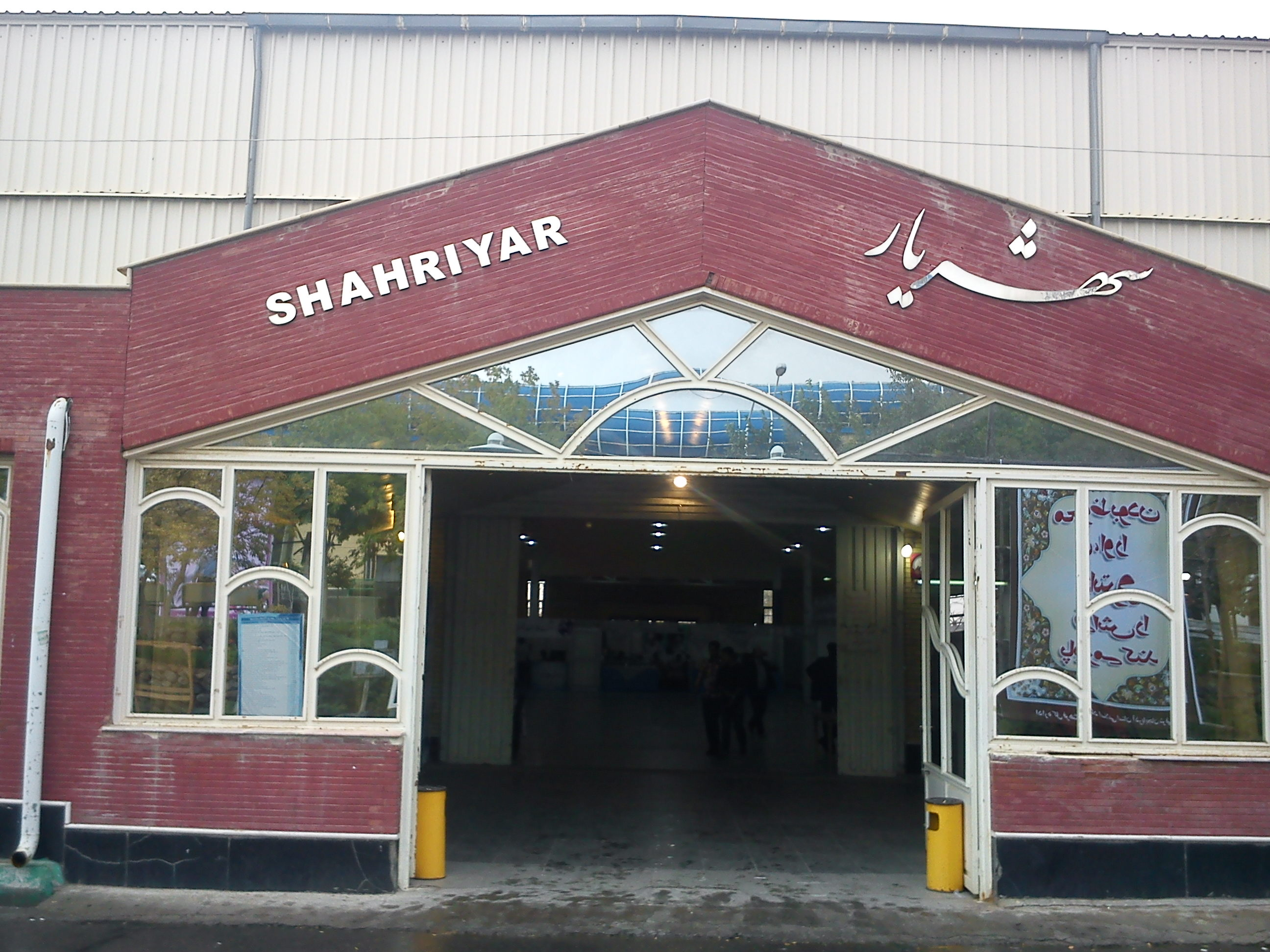
پرونده:SHAHRIYAR_-_panoramio.jpgورودی سالن شهریار
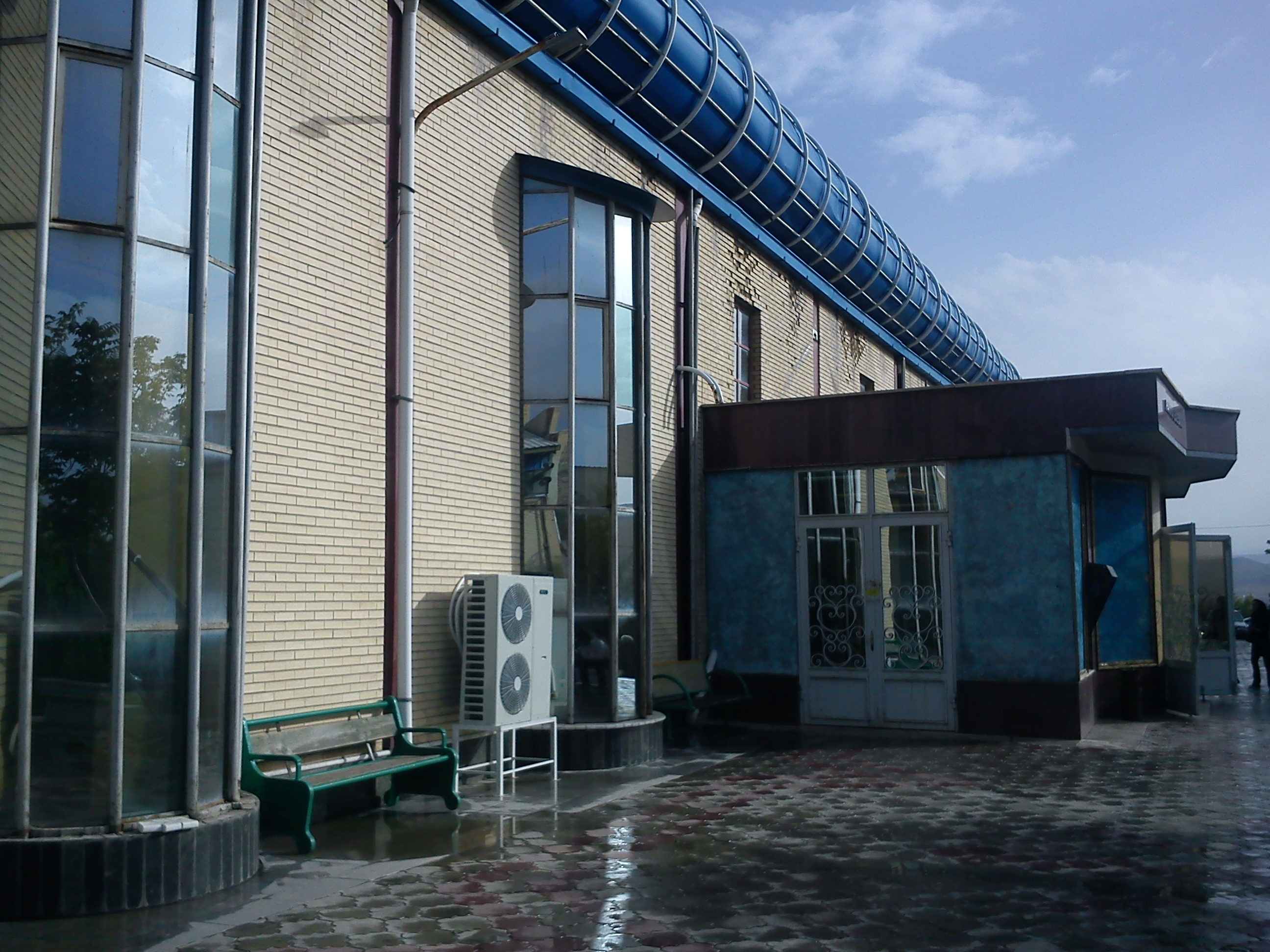
پرونده:Tabriz_International_Exhibition_-_panoramio_(1).jpgورودی سالن پروین اعتصامی
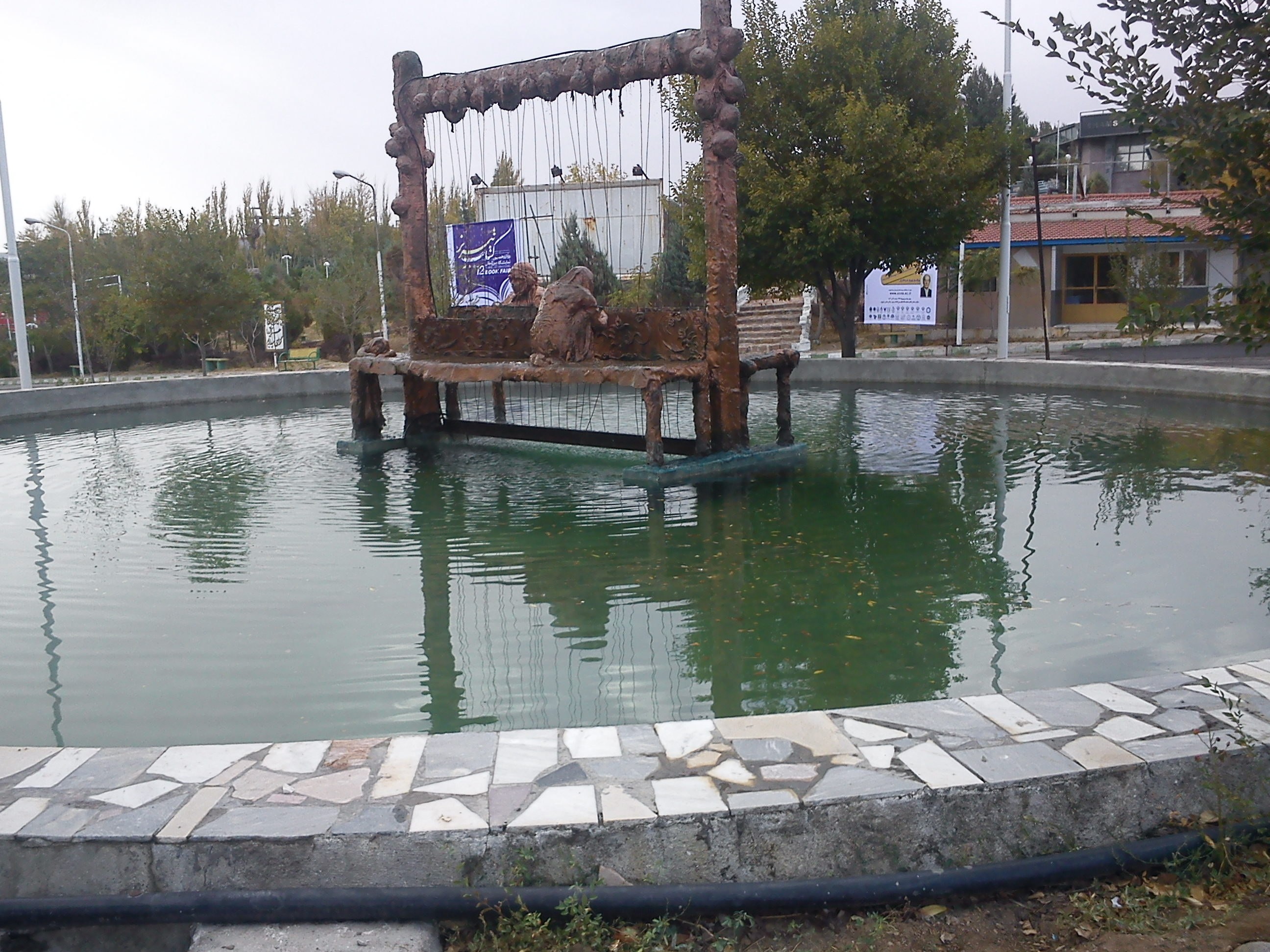
پرونده:Tabriz_International_Exhibition_-_panoramio.jpgمیدان قالیباف
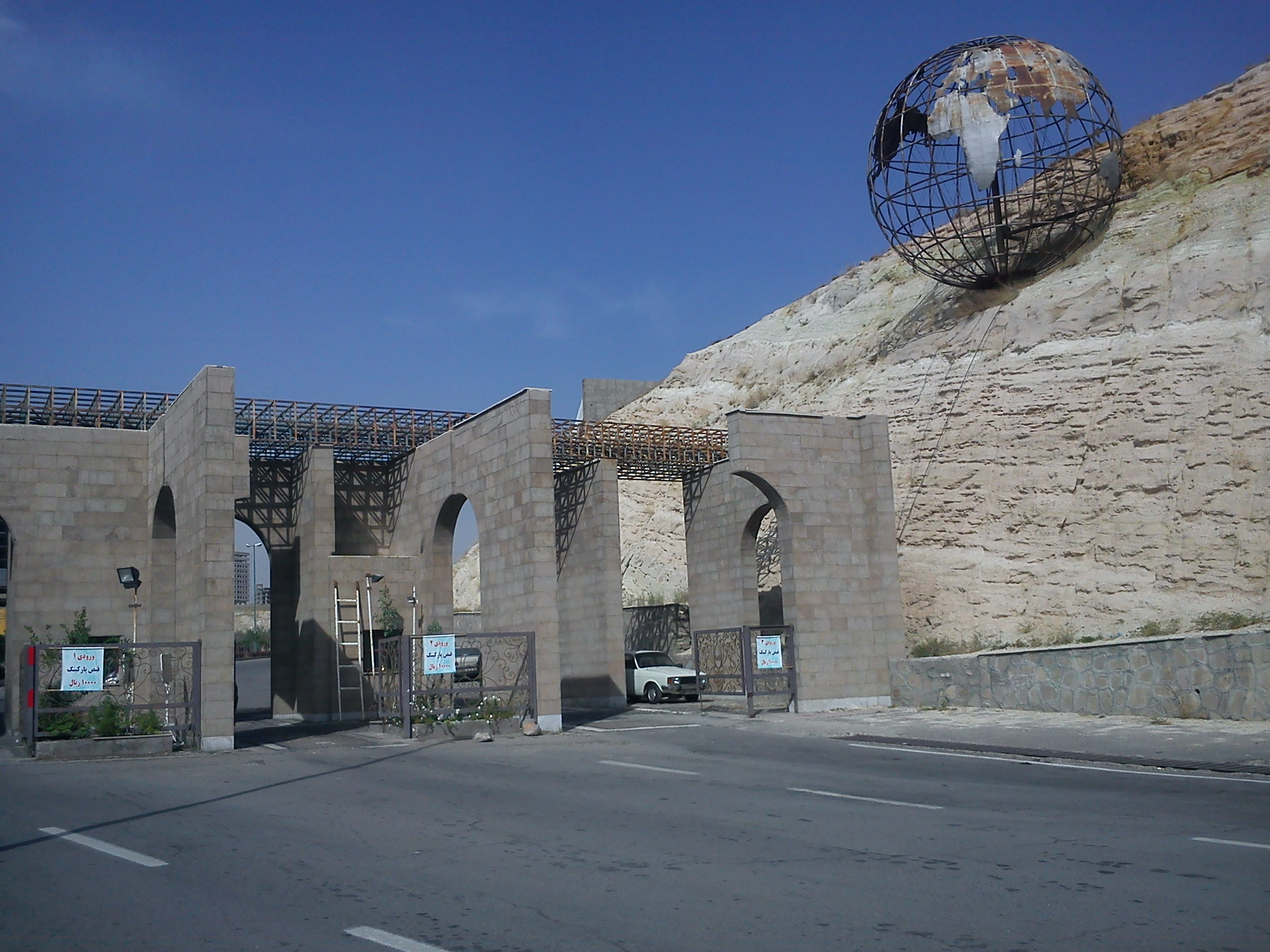
پرونده:Tabriz_International_Exhibition_Entrance_-_panoramio.jpgورودی و سردرب نمایشگاه تبریز

## تاریخچه

حبیب ماهوتی در حال سخنرانی

از سال ۱۳۶۴ شمسی، جهت رهایی از صادرات تک‌محصولی و شناساندن کالاهای صادراتی غیر نفتی که سبب رونق اقتصادی کشور ایران می‌شد، فکر ایجاد نمایشگاه قوت بیشتری گرفت. در سال ۱۳۶۷ شمسی، در پی تغییراتی که در قانون مقررات صادرات و واردات کشور به وجود آمد و با تشویق دکتر سبحان‌اللهی، نماینده مردم تبریز در مجلس شورای اسلامی برای تأسیس نمایشگاه، پیگیری کارهای ایجاد نمایشگاه شدت گرفت و سرانجام با تحریر اساس‌نامهٔ اولیه و تعیین تعداد و مبلغ اسمی سهام و به تصویب رساندن آن در هیئت امناء در تاریخ ۱۳۶۹/۵/۱۷ با به تصویب رساندن اساس‌نامه و انجام انتخابات هیئت مدیره، شرکت نمایشگاه بین‌المللی تبریز رسماً آغاز به کار کرد.
این نمایشگاه با بودجهٔ مردمی (سهام‌داران) و حمایت دکتر عبدالعلی‌زاده، استاندار وقت آذربایجان شرقی آغاز بکار کرد و کارهای ساختمانی آن در مدت سه ماه به پایان رسید و در ۲۱ مرداد ماه سال ۱۳۷۳، با حضور تعدادی از وزیران کشور، مقامات بلندپایهٔ کشوری و لشکری، نمایندگان مجلس شورای اسلامی و تعدادی زیادی از مردم آذربایجان، توسط حسن حبیبی، معاون اول وقت ریاست جمهوری، افتتاح گردید.
مدیریت این مجموعه با مدیر عامل آقای حبیب ماهوتی میباشد.

## برنامه نمایشگاه تبریز 1404 ( زمانبندی نمایشگاه تبریز سال 1404 ) بروز رسانی در 1403/11/25
قبل از هر اقدامی از انجام نمایشگاه مورد نظر اطمینان حاصل فرمایید . در طول سال ممکن است به دلایل مختلفی تاریخ و ساعات نمایشگاه تغییر یابد. منبع : www.tabriz-fair.ir
تقويم برگزاري نمايشگاه بينالمللي تبريز در سال 1404
| رديف | عنوان نمايشگاه | زمان برگزاري                         | زمان برگزاري |
| رديف | عنوان نمايشگاه | شمسی                                 | میلادی       |
| 1    | هجدهمین نمايشگاه بين المللي شيريني و شكلات و ماشين آلات مربوطه ایران – تبریز                                       | 5 – 2 اردیبهشت سهشنبه تا جمعه        |              |
| 2    | دهمین نمایشگاه تخصصی جهیزیه و دکوراسیون خانه ایران – تبریز                                                         | 19 – 15 اردیبهشت دوشنبه تا جمعه      |              |
| 3    | سومین نمايشگاه بينالمللي تخصصی ابزارو یراقآلات ساختمانیایران–تبریز                                                 | 27 – 24 اردیبهشت چهارشنبه تا شنبه    |              |
| 4    | هجدهمین نمایشگاه بینالمللی تخصصی صنعت و ماشینآلات ایران– تبریز                                                     | 27 – 24 اردیبهشت چهارشنبه تا شنبه    |              |
| 5    | پانزدهمین نمايشگاه بينالمللي تخصصی ماشينابزار، اتوماسيون صنعتي و ابزار دقيق ايران – تبريز                          | 27 – 24 اردیبهشت چهارشنبه تا شنبه    |              |
| 6    | سی امین نمايشگاه بين المللي تخصصی صنعت ساختمان ایران – تبریز                                                       | 9 – 6 خرداد سهشنبه تا جمعه           |              |
| 7    | نوزدهمین نمایشگاه بینالمللی تخصصی گل و گياه ایران - تبریز                                                          | 23 – 19 خرداد دوشنبه تا جمعه         |              |
| 8    | بیست و یکمین نمایشگاه تخصصی فضای سبز و تجهیزات گلخانهای و باغبانی ایران–تبریز                                      | 23 – 19 خرداد دوشنبه تا جمعه         |              |
| 9    | نمایشگاه تخصصی بینالمللی پوشاک و ماشینآلات خیاطی ایران – تبریز                                                     | 23 – 20 خرداد سهشنبه تا جمعه         |              |
| 10   | هفتمین نمایشگاه بینالمللی فرش ماشینی، موکت و کفپوش ایران– تبریز                                                    | 23 – 20 خرداد سهشنبه تا جمعه         |              |
| 11   | دومین نمایشگاه بینالمللی تخصصی ماشین آلات، مواداولیه، منسوجات خانگی، ماشینهای گلدوزی و محصولات نساجی ایران – تبریز | 23 – 20 خرداد سهشنبه تا جمعه         |              |
| 12   | بیست و دومین نمايشگاه بين المللي تخصصی صنايع فولاد، معادن، فلزي، ريختهگري، متالورژي و تجهیزات وابسته ایران – تبریز | 29 خرداد الی 1 تیر پنجشنبه تا یکشنبه |              |
| 13   | بیست و دومين نمايشگاه بین المللی تخصصی لاستيك، پلاستيك، ماشينآلات و تجهيزات وابسته (تبریز پلاست)                   | 29 خرداد الی 1 تیر پنجشنبه تا یکشنبه |              |
| 14   | سیزدهمین نمایشگاه بینالمللی تخصصی رنگ، رزین و پوششهای صنعتی ایران - تبریز                                          | 29 خرداد الی 1 تیر پنجشنبه تا یکشنبه |              |
| 15   | سی وسومین نمايشگاه بين المللي تخصصی لوازم خانگیايران– تبريز                                                        | 27 – 24 تیر سه شنبه تا جمعه          |              |
| 16   | بیست و هشتمين نمايشگاه بین المللی تخصصی حرارتي، برودتي و سيستمهاي تهويه ایران – تبریز                              | 27 – 24 تیر سه شنبه تا جمعه          |              |
| 17   | دومین نمايشگاه تخصصی لوله، اتصالات و ماشین آلات مربوطه ایران – تبریز                                               | 27 – 24 تیر سه شنبه تا جمعه          |              |
| 18   | دهمین نمايشگاه بینالمللی تخصصی ملزومات چرم، کیف و کفش ایران – تبریز                                                | 4 – 1 مرداد چهارشنبه تا شنبه         |              |
| 19   | بیست و ششمین نمايشگاه بين المللي تخصصی صنعت کیف و کفش ایران – تبریز                                                | 4 – 1 مرداد چهارشنبه تا شنبه         |              |
| 20   | بیست و ششمين نمايشگاه بين المللي تخصصی ماشين آلات، صنايع و محصولات پوست و چرم ایران – تبریز                        | 4 – 1 مرداد چهارشنبه تا شنبه         |              |
| 21   | چهارمین نمايشگاه بين المللي تخصصی ورزش، تجهیزات ورزشی و سلامت ایران - تبریز                                        | 4 – 1 مرداد چهارشنبه تا شنبه         |              |
| 22   | بیست و دومین نمایشگاه تخصصی معماری داخلی، مبلمان، دکوراسیون ایران – تبریز                                          | 17 – 13 مرداد دوشنبه تا جمعه         |              |
| 23   | نمایشگاه ظرفیتهای تولیدی و اقتصادی روستایی و عشایری ایران – تبریز                                                  | 25 – 22 مرداد چهارشنبه تا شنبه       |              |
| 24   | نوزدهمين نمايشگاه بینالمللی تخصصی طلا،جواهر،نقره، گوهرسنگها و ماشینآلات مربوطه ایران- تبریز                        | 7 – 4 شهریور سه شنبه تا جمعه         |              |
| 25   | بیست و سومین نمايشگاه بين المللي تخصصی صنعت دام و طیور، آبزیان و صنایع وابسته ایران - تبریز                        | 7 – 4 شهریور سه شنبه تا جمعه         |              |
| 26   | سومین نمایشگاه تخصصی پرندگان زینتی و لوازم مصرفی ایران– تبریز                                                      | 7 – 4 شهریور سه شنبه تا جمعه         |              |
| 27   | بیست و ششمین نمایشگاه بینالمللی تخصصی ادوات و ماشینآلات کشاورزی، نهاده ها و تجهیزات آبیاری ایران – تبریز           | 7 – 4 شهریور سه شنبه تا جمعه         |              |
| 28   | چهاردهمین نمایشگاه بینالمللی تخصصی صنعت برق، مخابرات، اتوماسیون صنعتی و انرژی های نو تجدیدپذیر ایران – تبریز       | 15 – 12 شهریور چهارشنبه تا شنبه      |              |
| 29   | بیستمین نمایشگاه بین المللی تخصصی ماشین آلات، یراق آلات و مواد اولیه صنایع چوب ایران – تبریز                       | 15 – 12 شهریور چهارشنبه تا شنبه      |              |

تقويم برگزاري نمايشگاه بينالمللي تبريز در سال 1404
| رديف | عنوان نمايشگاه                                                                                                  | زمان برگزاري                      | زمان برگزاري |
| رديف | عنوان نمايشگاه                                                                                                  | شمسی                              | میلادی       |
| 30   | نمایشگاه تخصصی کلاف و روکش مبلمان ایران – تبریز                                                                 | 15 – 12 شهریور چهارشنبه تا شنبه   |              |
| 31   | دومین کنگره و نمایشگاه بين المللي دندانپزشکی شمالغرب ایران «آذربایجان » ایران – تبریز                           | 28 – 25 شهریور سه شنبه تا جمعه    |              |
| 32   | نمایشگاه سراسری کالاهای مصرفی پائیزه (فروش و عرضه مستقیم کالا) ایران – تبریز                                    | 31 – 26 شهریور چهارشنبه تا دوشنبه |              |
| 33   | هفتمین نمایشگاه تخصصی نوشت افزار، کتابهای آموزشی و کمک آموزشی ایران - تبریز                                     | 31 – 26 شهریور چهارشنبه تا دوشنبه |              |
| 34   | نمایشگاه اسباب بازی و سرگرمیهای فکری ایران– تبریز                                                               | 31 – 26 شهریور چهارشنبه تا دوشنبه |              |
| 35   | نهمین نمایشگاه تولیدات خوداشتغالی ایران - تبریز                                                                 | 31 – 26 شهریور چهارشنبه تا دوشنبه |              |
| 36   | بیست و نهمين نمايشگاه بين المللي تخصصی قطعات یدکی خودرو ایران – تبریز                                           | 11 – 8 مهر سه شنبه تا جمعه        |              |
| 37   | بیست و سومین نمايشگاه بينالمللي تخصصی کامپیوتر، تجارت الکترونیک، اقتصاد دیجیتال و موبایل (الکامپ) ایران - تبریز | 11 – 8 مهر سه شنبه تا جمعه        |              |
| 38   | نوزدهمین نمايشگاه بين المللي تخصصی سيستمهاي صوتي، تصويري، عكاسي و فیلمبرداری ایران – تبریز                      | 11 – 8 مهر سه شنبه تا جمعه        |              |
| 39   | اولین نمايشگاه بين المللي تخصصی تجهیزات و فناوریهای حفاظتی، ایمنی، آتش نشانی و اعلان حریق ایران – تبریز         | 11 – 8 مهر سه شنبه تا جمعه        |              |
| 40   | دومین نمایشگاه بینالمللی تخصصی کالا، خدمات، تجهیزات فروشگاهی و فروشگاههای زنجیرهای ایران – تبریز                | 11 – 8 مهر سه شنبه تا جمعه        |              |
| 41   | بیست و نهمين نمايشگاه بين المللي تخصصی صنعت خودرو ایران – تبریز                                                 | 19 – 16 مهر چهارشنبه تا شنبه      |              |
| 42   | دوازدهمین نمايشگاه بين المللي تخصصی صنایع دستی ایران – تبریز                                                    | 27 – 24 مهر پنجشنبه تا یکشنبه     |              |
| 43   | چهارمین نمايشگاه بين المللي تخصصی گردشگری ایران – تبریز                                                         | 27 – 24 مهر پنجشنبه تا یکشنبه     |              |
| 44   | پنجمین نمایشگاه بینالمللی تخصصی فرش دستبافت ایران – تبریز                                                       | 27 – 24 مهر پنجشنبه تا یکشنبه     |              |
| 45   | دومین نمایشگاه اقوام و عشایر ایرانی ایران – تبریز                                                               | 27 – 24 مهر پنجشنبه تا یکشنبه     |              |
| 46   | هفدهمین نمایشگاه بینالمللی فناوریهای نوین آرایشی و بهداشتی، سلولزی، شوینده و ماشین آلات ایران - تبریز           | 9 – 6 آبان سه شنبه تا جمعه        |              |
| 47   | سومین نمایشگاه بینالمللی قهوه، چای، نوشیدنیها و ملزومات وابسته ایران – تبریز                                    | 9 – 6 آبان سه شنبه تا جمعه        |              |
| 48   | دومین نمایشگاه بینالمللی تخصصی تجهیزات، دستگاهها و اکسسوری آرد، نان و قنادی ایران – تبریز                       | 9 – 6 آبان سه شنبه تا جمعه        |              |
| 49   | دومین نمایشگاه بینالمللی تخصصی تجهیزات، دستگاهها و اکسسوری آشپزخانه صنعتی، رستوران و کترینگ ایران – تبریز       | 9 – 6 آبان سه شنبه تا جمعه        |              |
| 50   | اولین نمایشگاه بین المللی دارو، توزیع و ماشینآلات (تبریز فارما) ایران – تبریز                                   | 17 – 14 آبان چهارشنبه تا شنبه     |              |
| 51   | بیست و ششمين نمايشگاه بين المللي فرآوردههای غذائی، ماشينآلات و صنایع وابسته ایران – تبریز                       | 17 – 14 آبان چهارشنبه تا شنبه     |              |
| 52   | بیست و سومين نمايشگاه بينالمللي صنعت تبليغات و بازاریابی ایران–تبریز                                            | 17 – 14 آبان چهارشنبه تا شنبه     |              |
| 53   | اولین نمايشگاه تخصصی توانمندیهای صادراتی عراق ایران – تبریز                                                     | 17 – 14 آبان چهارشنبه تا شنبه     |              |
| 54   | بیست و هشتمين نمايشگاه بينالمللي ماشينآلات چاپ و بستهبندي و صنعت چاپ كشور ایران – تبریز                         | 17 – 14 آبان چهارشنبه تا شنبه     |              |
| 55   | پانزدهمین نمایشگاه تخصصی چوب، خانه و مبلمان مدرنایران– تبریز                                                    | 30 – 26 آبان دوشنبه تا جمعه       |              |
| 56   | نمایشگاه تخصصی چراغهای تزئینی ایران – تبریز                                                                     | 30 – 26 آبان دوشنبه تا جمعه       |              |
| 57   | سومین نمایشگاه بینالمللی تخصصی فن بازار و کسب و کار نوین، «شتابدهنده واستارت آپ» ایران – تبریز                  | 8 – 5 آذر چهارشنبه تا شنبه        |              |
| 58   | دوازدهمین نمایشگاه تخصصی نوآوری و فناوری (Rinotex) ایران – تبریز                                                | 8 – 5 آذر چهارشنبه تا شنبه        |              |

تقويم برگزاري نمايشگاه بينالمللي تبريز در سال 1404
| رديف | عنوان نمايشگاه                                                                    | زمان برگزاري                      | زمان برگزاري |
| رديف | عنوان نمايشگاه                                                                    | شمسی                              | میلادی       |
| 59   | دومین نمایشگاه دستاوردهای علمی و فناوری مدارس ایران–تبریز                         | 8 – 5 آذر چهارشنبه تا شنبه        |              |
| 60   | سیزدهمین نمایشگاه بینالمللی تخصصیدرب وپنجره وماشینآلات مربوطه ایران–تبریز         | 8 – 5 آذر چهارشنبه تا شنبه        |              |
| 61   | دومین نمایشگاه بینالمللی تخصصی آسانسور و پله برقی ایران–تبریز                     | 8 – 5 آذر چهارشنبه تا شنبه        |              |
| 62   | ششمین نمایشگاه بینالمللی تخصصی تجهیزات ساختمان ایران-تبریز                        | 8 – 5 آذر چهارشنبه تا شنبه        |              |
| 63   | سومین نمايشگاه حمل و نقل بين المللي و لجستیک ایران – تبریز                        | 21 – 18 آذر سه شنبه تا جمعه       |              |
| 64   | دومین نمایشگاه بینالمللی کالاهای صادراتی به کشور روسیه ایران - تبریز              | 21 – 18 آذر سه شنبه تا جمعه       |              |
| 65   | اولین نمايشگاه بینالمللی قیر، آسفالت، سیمان، بتن و صنایع وابسته ایران – تبریز     | 21 – 18 آذر سه شنبه تا جمعه       |              |
| 66   | نمایشگاه تخصصی خانه و کالای ایرانی ایران – تبریز                                  | 21 – 18 آذر سه شنبه تا جمعه       |              |
| 67   | چهارمین نمایشگاه تخصصی لیزینگ کالا ایران – تبریز                                  | 29 – 26 آذر چهارشنبه تا شنبه      |              |
| 68   | نمایشگاه تخصصی بینالمللی انبوه سازی وساخت وساز ایران–تبریز                        | 29 – 26 آذر چهارشنبه تا شنبه      |              |
| 69   | شانزدهمين نمایشگاه خدمات، مبلمان شهری و نمای ساختمان ایران - تبریز                | 29 – 26 آذر چهارشنبه تا شنبه      |              |
| 70   | نمايشگاه تخصصی حفظ سنتهای ملی یلدا ایران – تبریز                                  | 30 – 26 آذر چهارشنبه تا یکشنبه    |              |
| 71   | پنجمین نمایشگاه بینالمللی تخصصی اتو شو )خودروهای سبک و سنگین( ایران – تبریز       | 12 – 9 دی سه شنبه تا جمعه         |              |
| 72   | دومین نمايشگاه آفرود و تزئینات داخلی خودرو ایران – تبریز                          | 12 – 9 دی سه شنبه تا جمعه         |              |
| 73   | سومین نمایشگاه بینالمللی تخصصی موتورسیکلت و دوچرخه ایران – تبریز                  | 12 – 9 دی سه شنبه تا جمعه         |              |
| 74   | اولین نمايشگاه تخصصی توانمندیهای صادراتی ایران – تبریز                            | 20 – 17 دی چهارشنبه تا شنبه       |              |
| 75   | اولین نمايشگاه بينالمللي تخصصی مادر، کودک و نوزاد ایران – تبریز                   | 20 – 17 دی چهارشنبه تا شنبه       |              |
| 76   | سیزدهمین نمایشگاه تخصصی نوروزی مبلمان ایران – تبریز                               | 10 – 6 بهمن سه شنبه تا جمعه       |              |
| 77   | دهمین نمايشگاه تخصصی لوستر، لوازم آشپزخانه و دکوراسیون داخلی ایران – تبریز        | 10 – 6 بهمن سه شنبه تا جمعه       |              |
| 78   | دومین نمايشگاه تخصصی بینالمللی معماری و طراحی داخلی ملزومات وابسته ایران–تبریز    | 24 – 21 بهمن سه شنبه تا جمعه      |              |
| 79   | اولین نمايشگاه بينالمللي تخصصی هوش مصنوعی، رباتیک و تجاری سازی ایران – تبریز      | 24 – 21 بهمن سه شنبه تا جمعه      |              |
| 80   | چهارمین نمایشگاه تخصصی گیاهان داروئی و تجهیزات مربوطه ایران – تبریز               | 8 – 4 اسفند دوشنبه تا جمعه        |              |
| 81   | دومین نمایشگاه بینالمللی تخصصی تزئینات و تجهیزات آشپزخانه صنعتی ایران – تبریز     | 8 – 4 اسفند دوشنبه تا جمعه        |              |
| 82   | نمایشگاه تخصصی هدایا و سوغات ایران – تبریز                                        | 8 – 4 اسفند دوشنبه تا جمعه        |              |
| 83   | دهمین نمایشگاه سراسری تخصصی تجارت عمومی 2 ایران - تبریز                           | 27 – 21 اسفند پنجشنبه تا چهارشنبه |              |
| 84   | یازدهمین نمایشگاه سراسری بهاره نوروز 1404 ایران - تبریز                           | 27 – 21 اسفند پنجشنبه تا چهارشنبه |              |
| 85   | یازدهمین نمایشگاه تولیدات خوداشتغالی ایران – تبریز «استانداری و کمیته امداد امام» | 27 – 21 اسفند پنجشنبه تا چهارشنبه |              |
| 86   | اولین نمایشگاه اختصاصی مصنوعات چرم و چرم مصنوعی ایران – تبریز                     | 27 – 21 اسفند پنجشنبه تا چهارشنبه |              |

مدیران و هیئت مدیره شرکت نمایشگاه بین المللی تبریز
با توجه به ساختار این شرکت هیئت مدیره این شرکت حقوقی به شرح زیر تشکیل گشته و به ثبت رسیده است.
حبیب ماهوتی به سمت رئیس هیئت مدیره و مدیر عامل
حیدر اسماعیل زاده شاطری به سمت نایب رئیس هیئت مدیره
صمد حمیدی به سمت عضو هیئت مدیره
یوسف جواد به سمت عضو هیئت مدیره
داود ذاکری گرگری  به سمت عضو هیئت مدیره
حسن گلشنی مقدم  به سمت بازرس قانونی شرکت

## ساختمان‌ها و  سالنهای نمایشگاه بین‌المللی تبریز
مرکز نمایشگاهی تبریز بعنوان بزرگترین سایت نمایشگاهی نیمه غربی  کشور ایران دارای چندین سالن با مشخصات ذیل می‌باشد:
سالن استاد شهریار:
متراژ: ۳۱۲۰ مترمربع (۱۰۴ *۳۰ متر)
ارتفاع سقف: ۹ متر
کف: سرامیک
سقف: به صورت سازه فضائی
دو درب جهت تخلیه و بارگیری و یک درب ورودی و خروجی
سالن پروین اعتصامی :
متراژ: ۶۴۸۰ مترمربع (۹۰ *۷۲ متر)
ارتفاع سقف : ۶ متر
کف : سرامیک
مجهز به کافی شاپ و پاویون جهت ملاقات و مذاکره مقامات
سه درب جهت تخلیه و بارگیری و یک درب ورودی و خروجی و فیلتر به سالن آذربایجان
سالن امیر کبیر :
متراژ: ۹۱۴۴ مترمربع (۱۲۷ *۷۲ متر)
ارتفاع سقف: ۵ متر در کناره ها و ۱۵ متر در وسط به صورت قوسی و سازه فضایی
کف: موزائیک گرانیتی
کافی شاپ: در تراز دوم مشرف به تراز اول سالن
سالن در دو تراز است که تراز دوم مشرف به تراز اول می باشد ارتباط دو تراز با پله ، نورگیری سقف در کناره ها ، دو پاویون مستقل جهت ملاقات و مذاکره مقامات
۶ درب تخلیه و بارگیری و ۷ درب ورودی و خروجی (یک درب در زمان نمایشگاه مورد استفاده قرار می گیرد)
سالن آذربایجان :
متراژ: ۱۰۸۰ مترمربع (۶۰ *۱۸ متر)
ارتفاع سقف: ۶ متر
کف: سرامیک
یک درب جهت تخلیه و بارگیری و یک درب ورودی و خروجی و فیلتر به سالن پروین اعتصامی و سالن ستارخان
سالن سهند :
متراژ: ۱۳۶۰ مترمربع (۲۰ * ۶۸ متر)
ارتفاع سقف: ۴ متر در کناره ها و ۱۰ متر در وسط به صورت قوسی
کف: سرامیک
دو درب جهت تخلیه و بارگیری و یک درب ورودی و خروجی
سالن ستارخان :
متراژ: ۵۰۰ مترمربع به صورت دایره
کف: سرامیک
یک درب جهت تخلیه و بارگیری و یک درب ورودی و خروجی و فیلتر به سالن آذربایجان
دفتر مدیریت مرکزی با دو طبقه
دفتر انجمن غرفه سازان
دفتر پیمانکار غرفه سازی

## غرفه سازان مجاز در نمایشگاه بین المللی تبریز
| ردیف | نام شرکت ( شرکتهای گرید برتر) | نام مسئول      | شماره تماس  |
| ---- | ----------------------------- | -------------- | ----------- |
| 1    | آریا سهاب ( گرید A )          | علی عزتخانی    | 09123846118 |
| 2    | اکسپو ( گرید A )              | صمد کاشفیه     | 09120768288 |
| 3    | پنجره ( گرید A )              | محمد رضا روشنی | 09144149101 |

## سالن تشریفات اختصاصی فرودگاه تبریز cip با بهره برداری انحصاری نمایشگاه تبریز

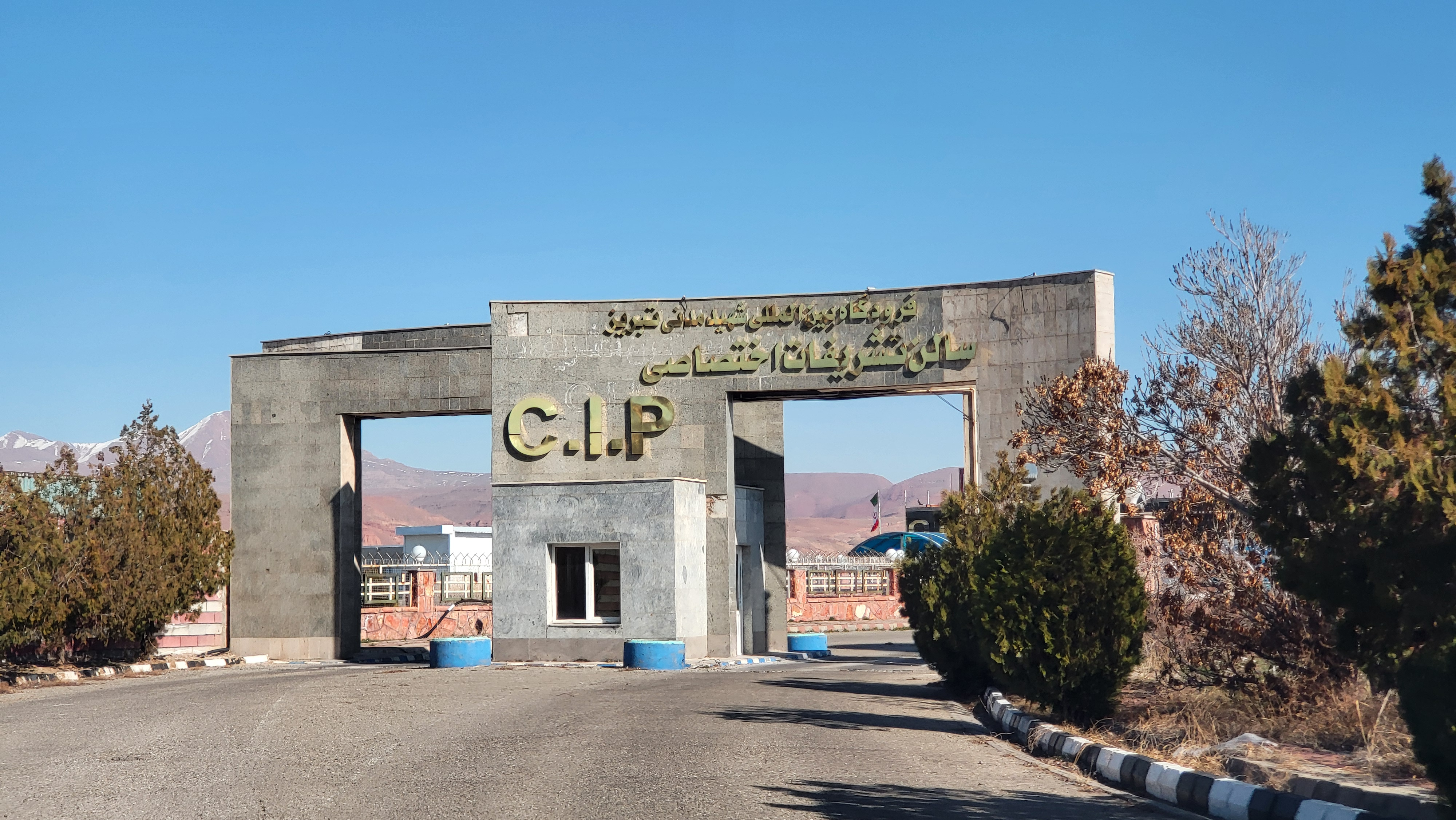
ورودی سالن تشریفات فرودگاه تبریز

نمایشگاه تبریز در محل فرودگاه بین المللی تبریز ( شهید مدنی) در راستای تکریم مسافرین به مقصد تبریز و خروجی از تبریز اقدام به راه اندازی سالن تشریفات CIP نموده است. مسافرین محترمی که قصد عزیمت به شهر تبریز و یا قصد پرواز از مقصد تبریز را دارند (پروازهای داخلی و خارجی) می توانند با ثبت درخواست خود از امکانات این مجموعه استفاده نمایند.

ورودی سالن تشریفات اختصاصی فرودگاه تبریز ، متعلق به نمایشگاه بین المللی تبریز

آدرس : فرودگاه بین المللی شهید مدنی تبریز سالن تشریفات فرودگاه تبریز  www.tabrizcip.ir
تلفن تماس : و ۸۳۸۳ ۳۲۶۰ ۰۴۱ (۹۸+) و  ۸۳۸۳ ۳۲۶۰ ۰۴۱ (۹۸+)
در لحظه ورود:
استقبال از مهمانان در پای پرواز
ورود به سالن تشریفات و انجام تشریفات ورود
استراحت و پذیرایی در محیطی آرام تا رسیدن چمدانها
در صورت نیاز به تاکسی تهیه و تدارک ترانسفر
در لحظه خروج:
استقبال و خوش آمدگویی در سالن CIP
اخذ کارت پرواز و تحویل چمدانها
پذیرایی و استراحت قبل از پرواز
خروج از گیت های اختصاصی بازرسی و گذرنامه
مشایعت تا پای پرواز توسط خودروهای مخصوص

## دانشگاه بین المللی ارس (مؤسسه آموزش عالی و بین المللی ارس)
خلاصه فعالیتهای علمی موسسه آموزش عالی ارس ( آمار از وبسایت سیویلیکا )
تعداد مقالات منتشر شده بر اساس داده های سیویلیکا: 74
تعداد طرح های پژوهشی منتشر شده بر اساس داده های سیویلیکا: 0
نوع مرکز: موسسه غیرانتفاعی
رتبه علمی در کل کشور: 744
رتبه علمی در بین موسسه غیرانتفاعی: 178
دسترسی سیویلیکا:عدم دسترسی
دسترسی ISI:عدم دسترسی
فارغ التحصیلان دارای رزومه در سیویلیکا: 1 نفر
موسسه آموزش عالی ارس یک موسسه غیرانتفاعی در شهر تبریز، استان آذربایجان شرقی است. در حال حاضر( سال 1396-1397) 250 دانشجو و 16 استاد در این مرکز مشغول فعالیت می باشند.بر اساس تحلیلهای انجام شده این مرکز تاکنون 74 مقاله علمی در نشریات و همایشهای داخلی منتشر نموده است. اطلاعات و آمار دقیقتر از موسسه آموزش عالی ارس را می توانید در زیر مشاهده نمایید.در سال 1401 پژوهشگران موسسه آموزش عالی ارس بیشترین مقالات خود را با کلیدواژه های «راهبرد خود تنظیمی» و «مهرات» منتشر نموده اند.